# ファエトゥーサ (小惑星)
ファエトゥーサ (296 Phaetusa) は小惑星帯にある小惑星の一つ。
1890年8月19日にニースでオーギュスト・シャルロワによって発見され、ギリシア神話の太陽神ヘーリオスの娘のパエトゥーサにちなんで命名された。